# Hypsopsetta macrocephala
Hypsopsetta macrocephala is een straalvinnige vissensoort uit de familie van schollen (Pleuronectidae). De wetenschappelijke naam van de soort is voor het eerst geldig gepubliceerd in 1936 door Breder.